# Hotel Filmar w Toruniu
Hotel Filmar w Toruniu – czterogwiazdkowy hotel mieszczący położony w południowej części Mokrego w Toruniu, przy ul. Grudziądzkiej 39-43. Mieści się w dawnym obiekcie fabrycznym przedsiębiorstwa „Toral”, założonym w 1958 roku. W 1996 roku w przebudowanym i zmodernizowanym obiekcie pofabrycznym otwarto centrum handlowe „Filmar”, to zaś zaadaptowano na hotel o tej samej nazwie, który otwarto we wrześniu 2004 roku.